# Oberonia cavaleriei
Oberonia cavaleriei là một loài thực vật có hoa trong họ Lan. Loài này được Finet mô tả khoa học đầu tiên năm 1908.